# Разин, Василий Алексеевич
Василий Алексеевич Разин (1918—1945) — советский военный. Участник Великой Отечественной войны. Герой Советского Союза (1943). Младший лейтенант.

## Биография
Василий Алексеевич Разин родился в 1918 году в деревне Боркино Яранского уезда Вятской губернии (ныне — в Санчурском районе Кировской области) в семье крестьянина Алексея Ивановича Разина. Русский.
В 1921 году из-за случившегося неурожая и начавшегося голода Разины в поисках лучшей доли покинули насиженные места и перебрались в Челябинскую губернию. Осели в селе Петропавловка, обзавелись хозяйством. С началом коллективизации вступили в колхоз. Василий Алексеевич в Петропавловке окончил семь классов неполной средней школы. До призыва на военную службу работал трактористом в колхозе.
В ряды Рабоче-крестьянской Красной армии В. А. Разин был призван Колхозным районным военкоматом Челябинской области 17 июля 1941 года. Его направили в Кузнецк, где завершалось формирование 322-й стрелковой дивизии, и определили сапёром в 603-й отдельный сапёрный батальон. В боях с немецко-фашистскими захватчиками красноармеец В. А. Разин с 6 декабря 1941 года на Западном фронте. Боевое крещение принял в Тульской наступательной операции Битвы за Москву в бою за село Узуново. В ходе контрнаступления советских войск под Москвой 603-й отдельный сапёрный батальон осуществлял инженерное сопровождение частей дивизии. Василий Алексеевич принимал участие в освобождении городов Венёва, Сталиногорска, Одоева и Белёва. Ло лета 1942 года 322-я стрелковая дивизия вела тяжёлые оборонительные бои под Жиздрой, затем занимала рубежи на восточном берегу реки Рессета юго-восточнее Думиничей. В этот период красноармеец В. А. Разин активно участвовал в минной войне, вёл инженерную разведку переднего края противника, строил укрепления, ставил проволочные заграждения. В январе 1943 года дивизия, в которой служил Василий Алексеевич, была передана в состав 60-й армии Воронежского фронта и принимала участие в Воронежско-Касторненской и Харьковской операциях. В ночь на 25 января 1943 года ефрейтор В. А. Разин, работая в составе своего отделения, участвовал в снятии минных полей и проделывании проходов в проволочных заграждениях противника в районе посёлка Семидесятное, чем способствовал успешному началу наступления частей дивизии. В начале февраля 1943 года Василий Алексеевич участвовал в освобождении города Курска.
В ходе завершающей фазы операции «Звезда» подразделения 322-й стрелковой дивизии вышли к реке Сейм восточнее Рыльска и закрепились на достигнутых рубежах до конца лета 1943 года. После завершения Орловской операции Курской битвы войска Центрального фронта, в состав которого с марта 1943 года входила 60-я армия, практически без паузы начали освобождение Левобережной Украины. К началу наступления опытный сапёр В. А. Разин в звании младшего сержанта уже командовал сапёрным отделением. Василий Алексеевич особо отличился в ходе Черниговско-Припятской операции Битвы за Днепр.
Ещё за несколько суток до начала операции младший сержант В. А. Разин со своими бойцами каждую ночь выдвигался к переднему краю немецкой обороны и вёл инженерную разведку. Благодаря умелой и самоотверженной работе сапёров была вскрыта вся система немецких заграждений на участке наступления дивизии. В ночь на 26 августа Василий Алексеевич получил приказ снять минные поля противника и проделать проходы в проволочных заграждениях. Немцы, предчувствуя скорое наступление советских войск, в эту ночь особенно активно освещали территорию осветительными ракетами и вели интенсивный пулемётный огонь по разделительной полосе. Но это не остановило бойцов Разина. За ночь они полностью сняли немецкие противопехотные мины и проделали два прохода для стрелковых подразделений в колючей проволоке. Во время наступления Василий Алексеевич находился в передовых частях своей пехоты и танков. Немцы, пытаясь задержать стремительное продвижение механизированных подразделений Красной Армии, активно минировали танкоопасные направления. В задачу сапёров Разина входило своевременное обнаружение и снятие минных полей. За время наступления на черниговском направлении в зоне ответственности отделения младшего сержанта В. А. Разина не было отмечено ни одного случая подрыва боевой техники. При этом Василий Алексеевич, часто работая под огнём противника, лично снял 60 противотанковых мин.
Первой крупной естественной преградой на пути 60-й армии стала река Сейм в её нижнем течении. В первой декаде сентября 1943 года отделение младшего сержанта В. А. Разина пять суток героически работало на переправах, обустроенных в районе населённых пунктов Новые Млины и Пекарев. Немецкая авиация беспрерывно бомбила наплавные мосты. Отбомбившись, самолёты противника подолгу висели над местами переправ, ведя огонь из пушек и пулемётов и тем самым затрудняя работу сапёров по восстановлению разрушенных мостов. Но даже в таких условиях отделение Разина в короткие сроки устраняло повреждения. При этом младший сержант Разин неоднократно демонстрировал личное мужество. Во время одного из налётов вражеской авиации мост загорелся, и Василий Алексеевич под бомбёжкой бросился в воду и начал тушить пожар. Его примеру последовали другие бойцы, и огонь был потушен. В другой раз прямым попаданием авиабомбы был разрушен участок наплавного моста у деревни Пекарев. Находившаяся в этот момент на переправе тяжёлая гаубица начала медленно погружаться в воду. Бросившись в реку, Разин руками поддержал тонущую конструкцию и дал возможность вытащить орудие на берег. После этого Василий Алексеевич со своим отделением под обстрелом вражеского самолёта быстро восстановил разрушенный участок моста.
19 сентября 1943 года отделение младшего сержанта В. А. Разина работало на сооружении паромной переправы на Десне в районе села Надиновка. Во время бомбёжки с воздуха Василий Алексеевич был сильно контужен близким разрывом авиабомбы, но отказался уйти в санчасть и в течение последующих двух суток продолжал самоотверженно работать на переправе. В один из дней в двадцатых числах сентября отделение Разина несло дежурство на переправе, осуществляя охрану плавсредств. Паромы, понтоны и лодки были замаскированы в небольшом затоне у левого берега реки, однако немецкой авиации удалось обнаружить место переправы. Началась бомбёжка. Неподвижные объекты были лёгкой мишенью для вражеских бомбардировщиков. Чтобы сохранить вверенный его отделению паром, Василий Алексеевич, рискуя жизнью, вывел его на середину реки, чем спас его от неминуемого разрушения. Героический поступок младшего сержанта В. А. Разина дал возможность советским войскам с наступлением ночи продолжить переправу через Десну. В последующем Василий Алексеевич со своими бойцами также отважно работал на переправах через Днепр и Припять, обеспечивая переброску основных сил своей дивизии на плацдарм, захваченный её штурмовыми отрядами на правом берегу Днепра от устья Припяти до реки Тетерев. 1 октября 1943 года дивизионный инженер 322-й стрелковой дивизии майор М. Н. Чернецов представил младшего сержанта В. А. Разина к званию Героя Советского Союза. Высокое звание Василию Алексеевичу было присвоено Указом Президиума Верховного Совета СССР от 16 октября 1943 года. Вскоре вслед за этим ему присвоили воинское звание сержанта.
С октября 1943 года 60-я армия действовала в составе 1-го Украинского фронта. Зимой — весной 1944 года сержант В. А. Разин сражался за освобождение Правобережной Украины. В ходе Житомирско-Бердичевской и Проскуровско-Черновицкой операций бойцы его отделения осуществляли инженерное сопровождение частей 322-й стрелковой дивизии, вели инженерную разведку, оборудовали переправы, восстанавливали мосты на пути движения дивизии, срывали контратаки врага, минируя танкоопасные направления. Василий Алексеевич принимал участие в боях за Житомир, Полонное и Тарнополь. Особенно тяжело сапёрам пришлось весной, когда началась распутица, но своей самоотверженной работой они обеспечивали быстрое продвижение стрелковых и артиллерийских подразделений дивизии, нередко давали командованию дивизии вводить в бой части на неожиданных для противника участках и добиваться успехов. Летом 1944 года В. А. Разин получил звание старшего сержанта и был назначен на офицерскую должность командира сапёрного взвода. Его бойцы хорошо проявили себя во время Львовско-Сандомирской операции. При прорыве немецкой обороны на львовском направлении взвод Разина проделал шесть проходов в минных полях противника, сняв при этом до 200 мин. Через проделанные сапёрами коридоры без единого подрыва были введены в бой основные силы дивизии. В период ликвидации окружённой под Бродами группировки немецко-фашистских войск сапёрный взвод старшего сержанта В. А. Разина удерживал позиции в районе села Скваржава Золочевского района Львовской области. Умело организовав оборону, Василий Алексеевич силами взвода 20 и 21 июля 1944 года отразил несколько атак противника и не дал ему возможности прорваться на своём участке.
Осенью 1944 года на фронтах возникло некоторое затишье, и В. А. Разин был направлен на армейские курсы младших лейтенантов. Перед началом Сандомирско-Силезской операции он вернулся на должность командира сапёрного взвода в свой батальон. В ходе начавшегося 12 января 1945 года наступления части 60-й армии наносили удар вдоль правого берега Вислы, и прорвав последовательно три линии немецкой обороны, 19 января освободили город Краков, а 27 января заняли Освенцим. В начале февраля передовые части армии вторглись в Силезию. 19 февраля около четырёх часов утра Василий Алексеевич был тяжело ранен. К вечеру того же дня его доставили в 408-й медикосанитарный батальон дивизии, где ему срочно была сделана операция. Однако спасти офицера врачам не удалось. 20 февраля 1945 года в девять часов утра в результате развившегося пневмоторакса Василий Алексеевич скончался. Похоронен В. А. Разин на воинском участке Раковицкого кладбища города Кракова Малопольского воеводства Польской Республики.

## Награды
- Медаль «Золотая Звезда» (16.10.1943);
- орден Ленина (16.10.1943);
- орден Красной Звезды (17.08.1944);
- две медали «За отвагу» (08.09.1943; 27.09.1943).

## Память
- Именем Героя Советского Союза В. А. Разина названа улица в селе Уйское Челябинской области.
- Мемориальная доска в честь Героя Советского Союза В. А. Разина установлена на фасаде школы в селе Петропавловка Уйского района Челябинской области.

## Документы
- Общедоступный электронный банк документов «Подвиг Народа в Великой Отечественной войне 1941—1945 гг.» Дата обращения: 1 октября 2013. Архивировано из оригинала 11 мая 2017 года.

Представление к званию Героя Советского Союза.
Указ Президиума Верховного Совета СССР о присвоении звания Героя Советского Союза.
Орден Красной Звезды (наградной лист и приказ о награждении).
Медаль «За отвагу» (наградной лист и приказ о награждении от 08.09.1943).
Медаль «За отвагу» (наградной лист и приказ о награждении от 27.09.1943.
- Обобщённый банк данных «Мемориал». Архивировано из оригинала 10 мая 2012 года.

ЦАМО, ф. 33, оп. 11458, д. 821.
ЦАМО, ф. 58, оп. А-71693, д. 1865.
ЦАМО, ф. 58, оп. А-71693, д. 1866.
ЦАМО, ф. 58, оп. А-71693, д. 1867.
ЦАМО, ф. 33, оп. 11459, д. 515.
ЦАМО, ф. 33, оп. 11458, д. 650.
ЦАМО, ф. 33, оп. 563783, д. 45.